# Seututie 638
Pour les articles homonymes, voir Route 638.
La route régionale 638 (finnois : Seututie 638) est une route régionale allant de Vaajakoski à Jyväskylä jusqu'à Kuukanpää à Laukaa en Finlande,,.

## Présentation
La seututie 638 est une route régionale de Finlande-Centrale.
La route 638 commence à Vaajakoski et se termine près de l'aéroport de Jyväskylä.
À Leppävesi, la route régionale 638 a environ un kilomètre en commun avec la route régionale 637.

## Parcours
- Jyväskylä
  - Vaajakoski
- Laukaa
  - Leppävesi (8 km)
- Jyväskylä
  - Kuukanpää (21 km)